# Сабкалова Таїсія Василівна
Таїсія Василівна Сабкалова (6 січня 1928, селище Хлєбовка, Новосергієвський район, Оренбурзька область, РРФСР, СРСР) — радянська колгоспниця, Герой Соціалістичної Праці.

## Біографія
Народилася 6 січня 1928 року в селищі Хлєбовка (нині — Новосергієвський район Оренбурзької області). Закінчила школу, після чого працювала телятницею, дояркою, бригадиром у радгоспі.
У своєму радгоспі і навіть в районі бригада Сабкалової вважалася кращою. За короткий термін Сабкаловій вдалося зробити молочно-товарну ферму № 1 найкращою в усьому районі, домігшись надоїв по 3 тисячі кілограмів молока від кожної з корів ферми.
Указом Президії Верховної Ради СРСР від 10 березня 1976 року за видатні успіхи, досягнуті у Всесоюзному соціалістичному змаганні, і виявлену трудову доблесть у виконанні завдань 9-ї п'ятирічки і прийнятих зобов'язань за збільшення виробництва і продажу державі продуктів землеробства і тваринництва" Таїсії Василівні Сабкаловій присвоєно звання Героя Соціалістичної Праці з врученням ордена Леніна і золотої медалі «Серп і Молот».
Обиралася депутатом Верховної Ради СРСР 8-го і 9-го скликань, делегатом XXVI з'їзду КПРС.
Також нагороджена медалями.